# 危險心靈
《危險心靈》是台灣作家侯文詠以第一人稱的角度(我，在書中即謝政傑)所寫的小說。故事劇情以青少年學生的角度出發，關注教育改革政策下的學校、老師、學生、家長方面的衝突與各種現象。書中許多情節深刻的點出新制度下造成的問題，也真實反映了許多現象，在推出時，引起社會上的許多討論和迴響。